# Westcliff-on-Sea
Pour les articles homonymes, voir Westcliffe.
Westcliff-on-Sea est une ville située à l'est de Londres, en Essex, Royaume-Uni, sur la rive nord de l'estuaire de la Tamise. C'est une banlieue ouest de Southend-on-Sea.
Sa population était de 21 108 habitants en 2011.